# Peñacaballera
Peñacaballera – gmina w Hiszpanii, w prowincji Salamanka, w Kastylii i León, o powierzchni 6,2 km². W 2011 roku gmina liczyła 168 mieszkańców.